# سارا داير هوبارت
سارا داير هوبارت (بالإنجليزية: Sarah Dyer Hobart)‏ (20 سبتمبر 1845، أوتسيغو في الولايات المتحدة - 1 نوفمبر 1921)؛ كاتِبة وشاعرة أمريكية.